# Dicranomyia lachesis
Dicranomyia lachesis là một loài ruồi trong họ Limoniidae. Chúng phân bố ở miền Cổ bắc.